# Takaaki Kajita
Takaaki Kajita (梶田 隆章, født 9. marts 1959 i Higashimatsuyama) er en japansk fysiker. Han er kendt for sine eksperimenter med neutrinoer, de såkaldte Kamiokande-eksperimenter i Kamioka-observatoriet, senere Super-Kamiokande-eksperimenterne.

## Karriere
Takaaki Kajita tog sin bachelor-eksamen fra Saitama Universitet i 1981 og kandidatgrad efterfulgt af en ph.d. fra Tokyo Universitet i 1986. Siden 1988 har han været tilknyttet Institut for Undersøgelser af Kosmiske Stråler (ICRR) ved Tokyo Universitet, hvor han blev adjunkt i 1992 og professor i 1998.
Han blev direktør for Center for Kosmiske Neutrinoer ved ICRR i 1999, og han er per 2015 ansat ved Institut for Universets Fysik og Matematik ved Tokyo Universitet samt direktør for Center for Kosmiske Neutrinoer. 
I 1998 opdagede Kajitas forskergruppe i Super-Kamiokande, at når kosmisk stråling ramte Jordens atmosfære, så skiftede de opståede neutrinoer mellem to typer, før de nåede detektoren under Kamioka-bjerget. Denne opdagelse hjalp med til at bevise eksistensen af neutrinooscillation, og at neutrinoer har masse. For denne opdagelse blev han i 2015 sammen med canadieren Arthur B. McDonald tildelt Nobelprisen i fysik; McDonalds forskergruppe havde opnået lignende resultater.

## Eksterne links
- Takaaki Kajita, Kavli Institute for Physics and Mathematics of the Universe